# Мария де Блуа-Шатильон
Мария де Блуа, Мария Бретонская (фр. Marie de Blois, фр. Marie de Bretagne; 1345 — 12 ноября 1404) — дочь герцогини Бретани Жанны де Пентьевр и герцога Карла Блаженного, супруга Людовика I Анжуйского, титулярная королева Неаполя и Иерусалима. Она была регентшей владений своего сына — Людовика II Анжуйского во время его несовершеннолетия.

## Биография
Мария вышла замуж за Людовика I в 1360 году. На протяжении их брака он получал всё новые титулы, но никогда не правил Неаполитанским королевством. После его смерти в 1384 году большинство городов в Провансе восстали против его сына, Людовика II. Мария заложила свои драгоценности и подняла армию.
Она, её маленький сын и армия отправились в город, чтобы получить поддержку. В 1387 году Людовик II официально был признан графом в Экс-ан-Провансе. Затем она обратилась к королю Франции Карлу VI с просьбой поддержать её в Неаполе. В 1390 году Людовик II, поддержанный папой и французами, отправился в Неаполь. Мария договорилась о браке между сыном и Иоландой Арагонской, чтобы помешать воспротивиться его правлению. Они поженились в 1400 году. На смертном одре Мария рассказала Людовику, что смогла отложить 200 000 крон. Она сделала это на тот  случай, если его захватят и потребуется платить выкуп.

## Дети
У Марии и Людовика было трое детей:
- Мария Анжуйская (1370 — ок. 1383)[9];
- Людовик II Анжуйский (1377—1417)[6];
- Карл Анжуйский (ок. 1380—1404)[9].